# FA Cup 1961-1962
La FA Cup 1961-1962 è stata l'ottantunesima edizione della competizione calcistica più antica del mondo. È stata vinta dal Tottenham Hotspur, vincitore della finale disputata contro il Burnley. Per gli Spurs è stata la seconda vittoria consecutiva, dopo il successo ottenuto anche nella passata edizione ai danni del Leicester City.

## Incontri

### Sedicesimi di finale
|                   | Risultato |                   | Prima ripetizione |  |
| ----------------- | --------- | ----------------- | ----------------- |  |
| Burnley           | 1 - 1     | Leyton Orient     | 1 - 0             |  |
| Preston N.E.      | 2 - 0     | Weymouth          |                   |  |
| Nottingham Forest | 0 - 2     | Sheffield Weds    |                   |  |
| Aston Villa       | 2 - 1     | Huddersfield Town |                   |  |
| Wolverhampton     | 1 - 2     | West Bromwich     |                   |  |
| Sunderland        | 0 - 0     | Port Vale         | 1 - 3             |  |
| Everton           | 2 - 0     | Manchester City   |                   |  |
| Shrewsbury Town   | 2 - 2     | Middlesbrough     | 1 - 5             |  |
| Fulham            | 2 - 2     | Walsall           | 2 - 0             |  |
| Manchester Utd    | 1 - 0     | Arsenal           |                   |  |
| Norwich City      | 1 - 1     | Ipswich Town      | 2 - 1             |  |
| Plymouth          | 1 - 5     | Tottenham         |                   |  |
| Oldham Athletic   | 1 - 2     | Liverpool         |                   |  |
| Charlton          | 2 - 1     | Derby County      |                   |  |
| Stoke City        | 0 - 1     | Blackburn         |                   |  |
| Peterborough Utd  | 1 - 3     | Sheffield Utd     |                   |  |

### Ottavi di finale
|                | Risultato |                | Prima ripetizione | Seconda ripetizione |  |
| -------------- | --------- | -------------- | ----------------- | ------------------- |  |
| Burnley        | 3 - 1     | Everton        |                   |                     |  |
| Liverpool      | 0 - 0     | Preston N.E.   | 0 - 0             | 1 - 0               |  |
| Blackburn      | 2 - 1     | Middlesbrough  |                   |                     |  |
| Aston Villa    | 2 - 1     | Charlton       |                   |                     |  |
| West Bromwich  | 2 - 4     | Tottenham      |                   |                     |  |
| Sheffield Utd  | 3 - 1     | Norwich City   |                   |                     |  |
| Fulham         | 1 - 0     | Port Vale      |                   |                     |  |
| Manchester Utd | 0 - 0     | Sheffield Weds | 2 - 0             |                     |  |

### Quarti di finale
|               | Risultato |                | Prima ripetizione |  |
| ------------- | --------- | -------------- | ----------------- |  |
| Preston N.E.  | 0 - 0     | Manchester Utd | 1 - 2             |  |
| Sheffield Utd | 0 - 1     | Burnley        |                   |  |
| Tottenham     | 2 - 0     | Aston Villa    |                   |  |
| Fulham        | 2 - 2     | Blackburn      | 1 - 0             |  |

### Semifinali
|           | Risultato |                | Prima ripetizione |  |
| --------- | --------- | -------------- | ----------------- |  |
| Burnley   | 1 - 1     | Fulham         | 2 - 1             |  |
| Tottenham | 3 - 1     | Manchester Utd |                   |  |

### Finale
| Arbitro: | J. Finney |

|                                                                               |            |                                                                                     |
| Greaves 3’ Smith 51’ Blanchflower 80’                                         | Marcatori  | 50’ Robson                                                                          |
| Brown Baker Henry Blanchflower Norman Mackay Medwin White Smith Greaves Jones | Formazioni | Blacklaw Angus Elder Adamson Cummings Miller Connelly McIlroy Pointer Robson Harris |
| Bill Nicholson                                                                | Allenatori | Harry Potts                                                                         |